# Plzeňská radnice
Plzeňská radnice je renesanční stavba na náměstí Republiky 1 v Plzni. V budově sídlí magistrát města. Radnice je chráněna jako národní kulturní památka České republiky.
Přízemní hala je využívána jako výstavní síň, nachází se zde např. model centra Plzně nebo samurajská zbroj.

## Historie
Původní radnice stávala v blízkosti Chotěšovského domu. V 15. století byl zakoupen největší dům v severní části náměstí. V polovině 15. století ho městská rada nechala přestavět. Architektem byl Ital Giovanni de Statia, původem z Lugana, který dům přestavěl do italské renesance. Dům do Plzně přinesl první renesanční stavbu. S radnicí je spojen Císařský a Pechátovský dům.

## Výzdoba fasády
Sgrafitovou výzdobu v rámci obnovy budovy navrhl a z velké části sám v září a říjnu 1910 realizoval profesor české techniky v Praze Jan Koula. Na sgrafitech jsou vyobrazeni: Jan Lucemburský, Václav II., Rudolf II., válka a mír, právo, spravedlnost, pravda a plzeňský znak.

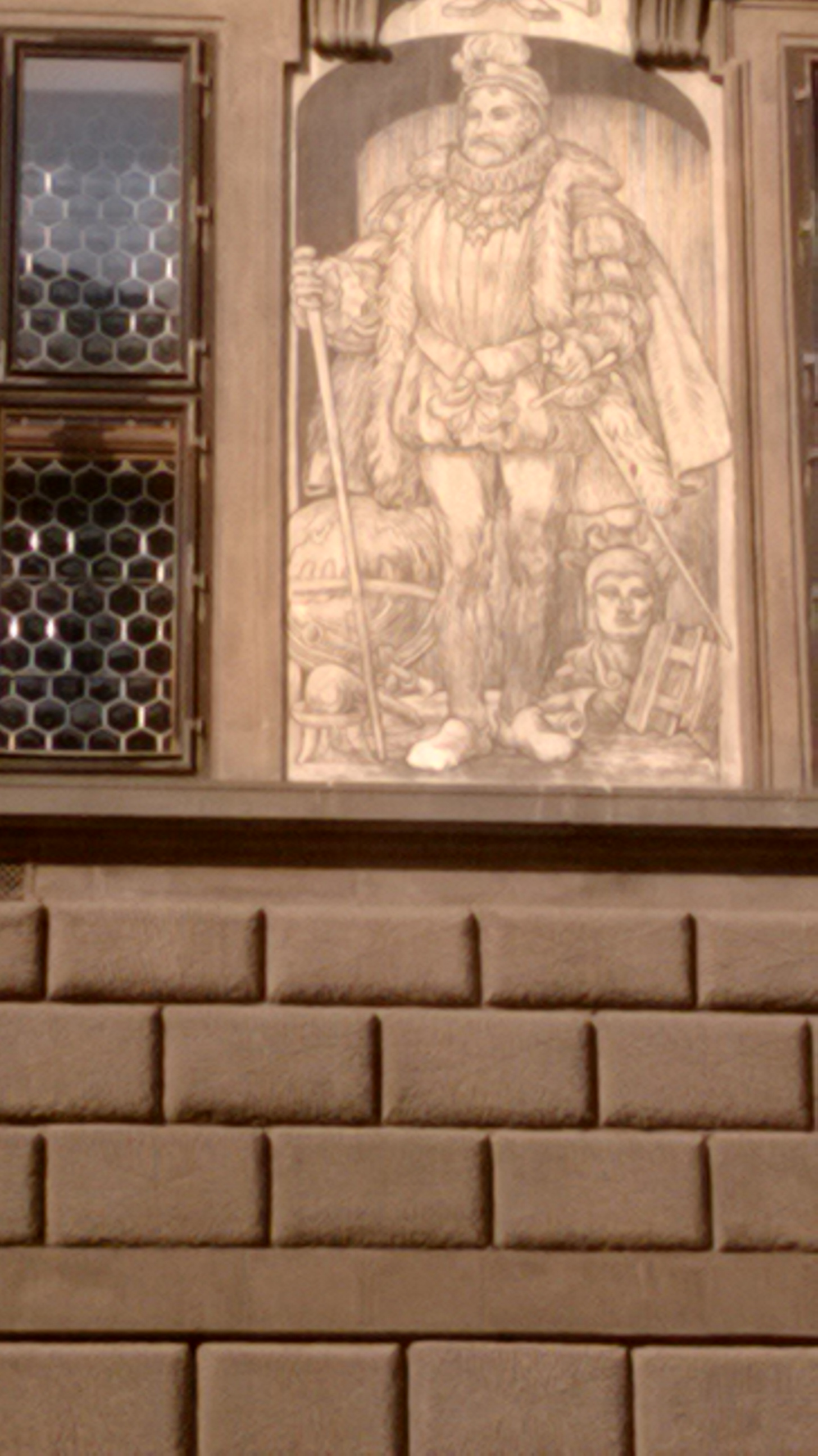
Rudolf II.
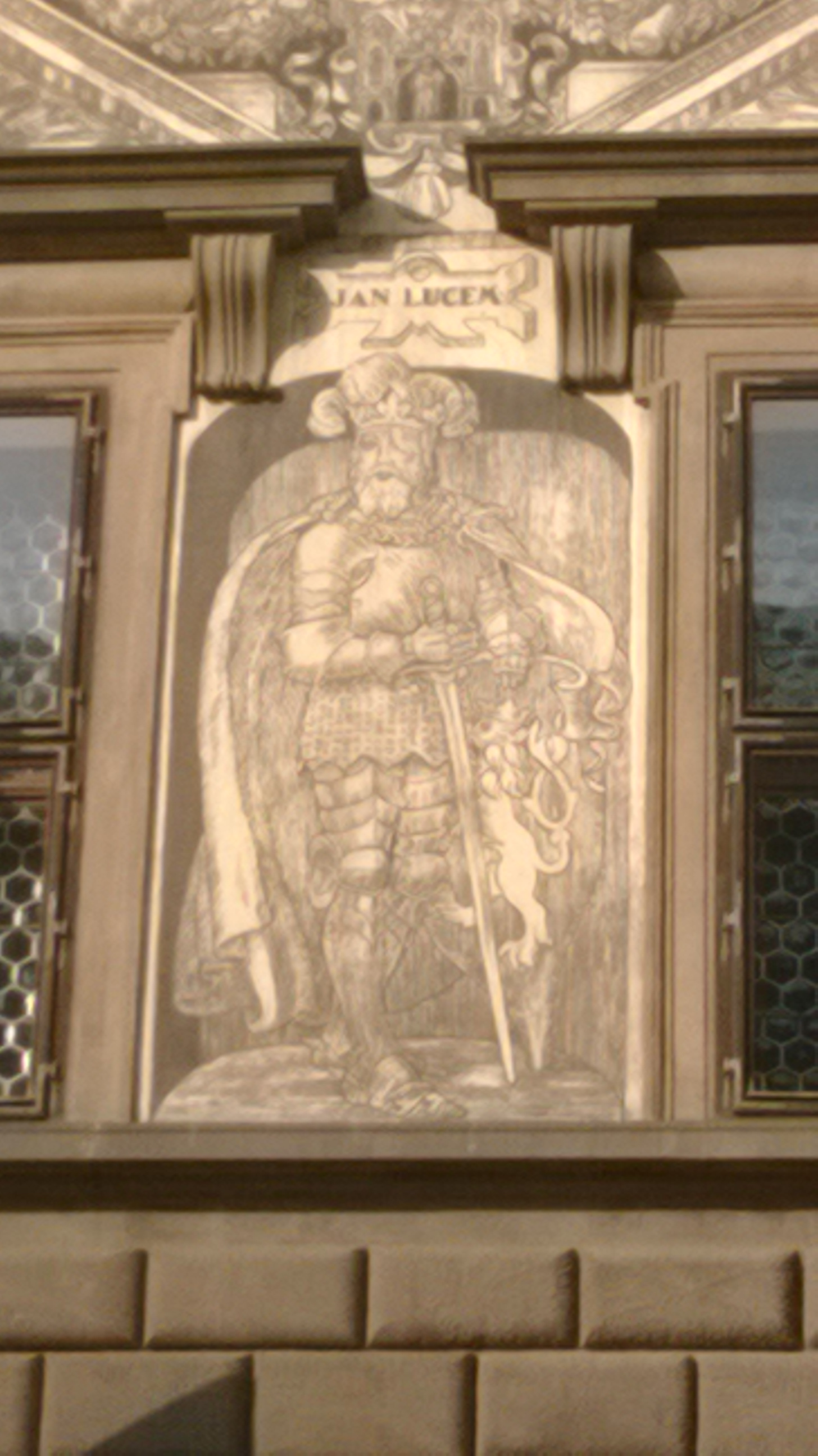
Jan Lucemburský
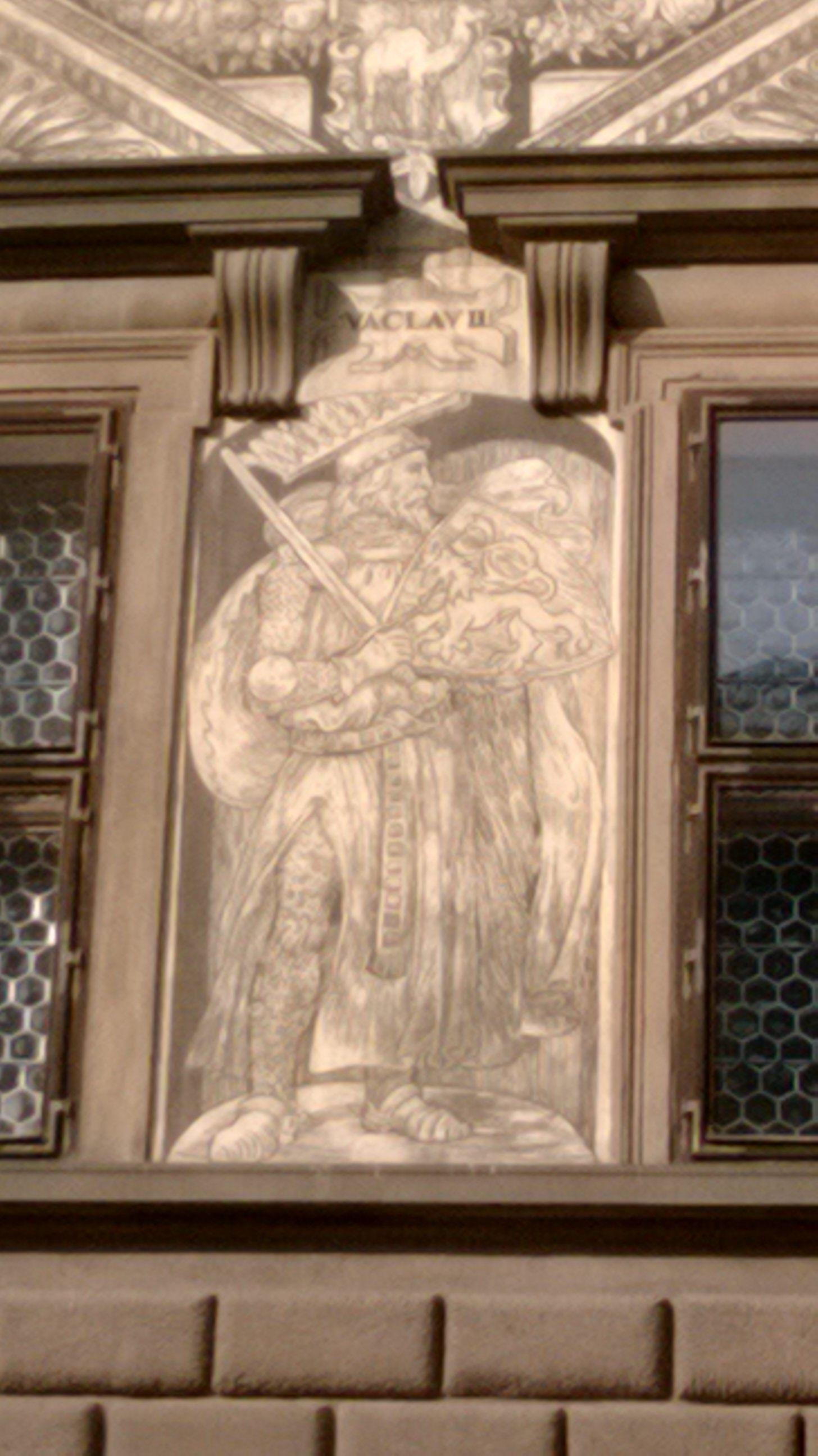
Václav II.
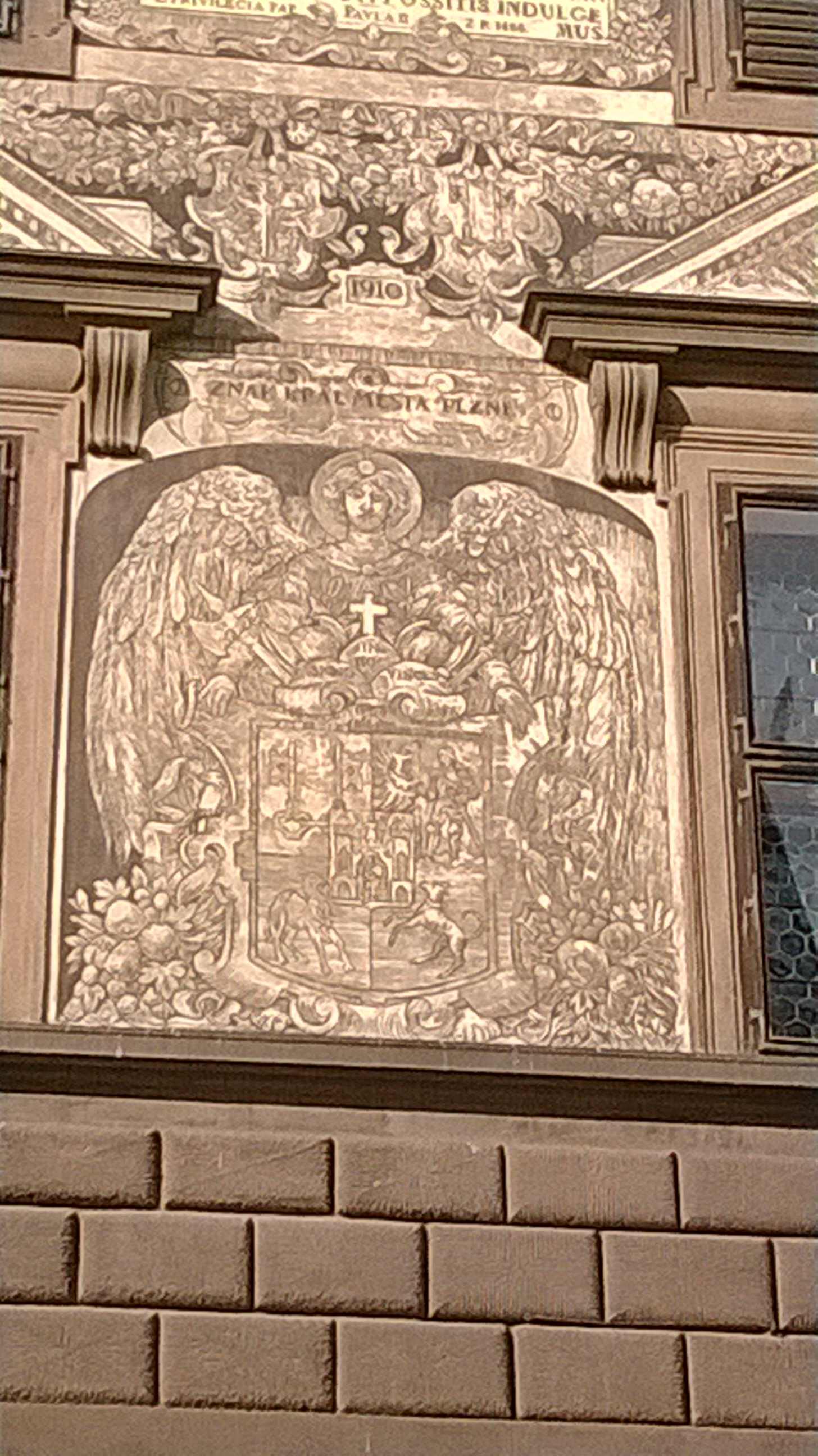
Plzeňský znak

Nápisy na budově zní: Tato budova jest vystavěna k službě města a Psa chrta měli již od prvního počátku naši otcové jak se ze starých dějin dovídáme.